# Amictites
Amictites is een vliegengeslacht uit de familie van de wolzwevers (Bombyliidae). De wetenschappelijke naam van het geslacht werd voor het eerst geldig gepubliceerd in 1966 door Hennig.

## Soorten
Het genus is monotypisch en bevat slechts een enkele soort:

- Amictites regiomontanus Hennig, 1966